# Карп Антиохийский
Карп Антиохи́йский (др.-греч. Κάρπος ὁ Ἀντιοχεὺς, между II в. до н. э. и II в. н. э.) — древнегреческий механик, астроном и геометр. О его жизни ничего неизвестно. Прокл Диадох упоминает некий астрономический трактат Карпа и сообщает, что согласно Карпу, геометрические задачи на построение первичны по отношению к теоремам. Также он передаёт точку зрения Карпа, согласно которой «угол является количеством, а именно протяжением между охватывающими его линиями или поверхностями» (эта точка зрения высказана в рамках философской дискуссии о том, чем является угол — количеством, качеством или отношением). Симпликий (CAG VIII, 192.23) со ссылкой на Ямвлиха указывает, что Карп был пифагорейцем, пытавшимся решить проблему квадратуры круга с помощью некоей «кривой двойного движения».